# Sherman Potter
Plukovník Sherman Tecumseh Potter je postava ze seriálu M*A*S*H a ze seriálu M*A*S*H - co bylo potom. Potter je vojenský chirurg, který je také velkým milovníkem koní. Tuto postavu ztvárnil herec Harry Morgan. 
V seriálu M*A*S*H se objevil v 73. díle, kdy ve velení jednotky M*A*S*H 4077 vystřídal podplukovníka Henryho Blakea.

## Charakteristika
Když Potter přijel v 73. díle do MASH nahradit zesnulého plukovníka Blakea, působil velmi přísným, vojenským dojmem. Ovšem vyprofiloval se jako skvělý vojenský chirurg a velitel. Spřátelil se s Hawkeyem Piercem a B.J. Hunnicuttem poté, co jej v tom stejném díle pozvou po náročných operacích na drink. Chápe jejich smysl pro humor stejně jako jejich nenávist vůči Franku Burnsovi. Má kontakty v armádě, což už několikrát zajistilo výhody pro celou nemocnici.
Potter je velkým milovníkem koní, avšak má i spoustu dalších koníčků, včetně malování.
Je ženatý a svou ženu (Mildred Potter) velmi miluje, i když o ní pronáší často ironické poznámky.  Má jednu dceru, Evelyn Ennis a vnuka Coreye Ennis.